# 黃點弄蝶
黃點弄蝶（學名：Onryza maga），又名謳弄蝶、竹內弄蝶、秀棋挵蝶、小型細翅挵蝶、瑪噶挵蝶。

## 描述
雌雄差異不明顯。
雄蝶頭部有橙黃混褐色毛，觸角褐色並帶橙黃環，末端鉤狀。口器黑褐色，下唇鬚前伸，前兩節明顯，末節細小有毛，背面褐色、腹面黃色。胸部背面褐色，腹面為黃白色；足為橙黃色。腹部背面褐色，散有橙黃鱗片，腹面為橙黃色。
前翅呈尖三角形，外緣略突出；後翅呈扇形。翅背面為褐色底，帶鮮明黃色斑紋，前翅中室末端有一黃斑。翅腹面多為褐色，覆滿橙黃鱗片（前翅後緣除外）。前翅緣毛為褐色混橙黃或白色，後翅緣毛為橙黃或白色。
雌蝶外型與雄蝶相似，但前翅頂端較鈍，中室的黃斑較短。

## 分佈
華中、華南及華東、臺灣。臺灣出現於中、高海拔山區。

## 棲地
棲地多為海拔較高的常綠闊葉林及箭竹草原。為一年一世代種類，成蟲於初夏時節出沒。飛行迅速而靈活，有訪花的習性。寄主植物目前尚無正式記載。